# Вурберк
Вурберк (словен. Vurberk) — поселення в общині Дуплек, Подравський регіон‎, Словенія.